# 2015年印尼軍機空難
2015年印尼軍機墜機事故，指2015年6月30日，於印尼棉蘭一座軍事基地起飛，機上實際載有121人的C-130軍機，機齡超過50年，計劃飛往納土納群島，在起飛數分鐘後機師要求折返，但不久後即告在當地市區中墜毀，機上乘員全數罹難。軍機撞毀了兩棟建築，其中一棟是酒店，搜救資訊更新也十分緩慢，一度誤傳，造成地面也最終發現有22人死亡。